# 시에라 마드레의 황금
《시에라 마드레의 황금》(Der Schatz der Sierra Madre, The Treasure of the Sierra Madre)은 독일의 저자 B. 트레븐이 쓴 1927년 모험 소설이다. 책에서는 1920년대 멕시코에서 2명의 궁핍한 미국 남성들이 금을 찾기 위해 더 노련한 미국의 시굴자와 합류하는 모습이 등장한다. 존 휴스턴은 이 책을 1948년 동명의 영화로 각색하였다.